# Anhalt (Schiff, 1914)
Die Anhalt gehörte zu den acht vom Bremer Vulkan fertiggestellten Frachtern der Rheinland-Klasse des Norddeutschen Lloyd (NDL) für den Dienst auf der Frachtlinie nach Australien um das Kap der Guten Hoffnung. 1914 wurde sie in Niederländisch-Indien aufgelegt. Sie musste nach Kriegsschluss ausgeliefert werden und kam zunächst in britische, 1922 in spanische Dienste. 1925 kaufte der NDL sie zurück und setzte sie nach Ostasien ein.
1932 wurde die Anhalt an die Sowjetunion verkauft. 1941 im Schwarzen Meer selbstversenkt, wurde sie von den Deutschen gehoben und als Boy Feddersen wieder in Fahrt gebracht. Nach einem Torpedotreffer sank das Schiff am 11. August 1943.

## Einsatzgeschichte
Die Anhalt kam am 20. März 1914 als siebentes Schiff der Klasse und als letztes noch vor Ausbruch des Ersten Weltkrieges in Dienst. Sie konnte ihre Jungfernfahrt wegen des Ausbruchs des Ersten Weltkriegs nicht beenden. Nach Erreichen Australiens war sie auf dem Rückweg durch Niederländisch-Indien. Sie wurde am 24. August 1914 wurde sie in Telok Betong an der Sundastraße interniert und verblieb dort für die Dauer des Weltkriegs.
Die Anhalt kam 1919 durch Auslieferung an die Siegermächte unter britische Flagge und wurde von der British India Steam Navigation bereedert; 1921 wechselte das Management des Schiffes zu H. Hogarth & Sons, Glasgow. 1922 wurde sie nach Spanien verkauft und in Aya Mendi umbenannt. Am 23. Januar 1925 kaufte der NDL sein ehemaliges Schiff zurück und setzte es wieder als Anhalt ein.
Die Anhalt war das zweite Schiff der Rheinland-Klasse, das nach dem Ersten Weltkrieg wieder in den Dienst des Norddeutschen Lloyd kam, der die im Krieg in Flensburg fertiggestellte Dessau bereits im Oktober 1924 aus Großbritannien zurückgekauft hatte, um sie auf der Ostasienstrecke einzusetzen. Auf dieser Route erfolgte auch der Einsatz der Anhalt, die schon im Frühjahr 1925 ihre erste Reise antrat. Die in Dienst kommenden neuen Schnellfrachter und die Wirtschafts- und Schifffahrtskrise der frühen 1930er Jahre machten die beiden Frachter aber schnell überflüssig.
Während die Dessau am 1. Mai 1933 aufgelegt und dann 1935 abgewrackt wurde, konnte der NDL die Anhalt am 18. November 1932 in die Sowjetunion verkaufen. Dem NDL gelang es, insgesamt 12 Schiffe mit zusammen 58.596 BRT zu verkaufen, denen später noch weitere folgten. Die Anhalt war das zweitgrößte dieser Schiffe und gehörte zu den sechs Schiffen, deren neuer Heimathafen Odessa wurde.
In der Sowjetunion wurde die Anhalt in Kharkov umbenannt und auf dem Schwarzen Meer und von dort nach Ostasien eingesetzt. Beim Vormarsch der deutschen Wehrmacht 1941 wurde sie in Nikolajew selbstversenkt, von den Deutschen aber gehoben und repariert und als Boy Feddersen für die Schwarzmeer-Schiffahrts-GmbH wieder in Fahrt gebracht, deren größtes Frachtschiff sie war. Benannt wurde das Schiff nach dem im April 1943 gefallenen Seetransportchef Schwarzes Meer, Kapitän zur See Boy Feddersen.
Am 10. August 1943 torpedierte das sowjetische U-Boot D 4 den schon durch Flugzeuge beschädigten ehemaligen NDL-Frachter westlich der Krim. Am folgenden Tag sank die Boy Feddersen während des Versuchs, das Schiff in Sicherheit zu schleppen.

## Wrack-Untersuchung
Im April 2017 wurde das Wrack des Frachters Boy Feddersen von den russischen Tieftauchern westlich der Krim, zwischen Sewastopol und dem Kap Tarchankut, gefunden.
Im Juni 2017 begann die zehntägige Wrack-Untersuchung vom Taucherunterstützungsschiff Meteor aus. Während der Expedition wurde festgestellt, dass das Schiff weder Chemiewaffen noch Sprengstoff beförderte, dafür Traktoren und Mercedes-Benz-Lkws an Bord hatte.

## Erneute Namensverwendung
Der NDL bekam schon 1936 wieder ein Schiff mit dem Namen Anhalt, als die 1926 mit der Roland-Linie übernommenen Frachter typische NDL-Namen erhielten. Die 1922 von der Germaniawerft fertiggestellte Ansgir (5870 BRT) wurde in Anhalt umbenannt. Ihr Schwesterschiff Wido erhielt mit Dessau ebenfalls einen Namen der Rheinland-Klasse.
Die zweite Anhalt des NDL wurde nach einem Angriff britischer Zerstörer am 27. Dezember 1941 bei Stadlandet auf Strand gesetzt. Sie konnte nicht mehr instand gesetzt werden und wurde abgewrackt.